# 2015년 12월
| 2015년: 1월 · 2월 · 3월 · 4월 · 5월 · 6월 · 7월 · 8월 · 9월 · 10월 · 11월 · 12월 |

| <          | 2015년 12월 | 2015년 12월  | 2015년 12월 | 2015년 12월 | 2015년 12월  | >          |
| 일         | 월          | 화           | 수          | 목          | 금           | 토         |
|            |             | 1 10.20 신해 | 2 21 임자   | 3 22 계축   | 4 23 갑인    | 5 24 을묘  |
| 6 25 병진  | 7 26 정사   | 8 27 무오    | 9 28 기미   | 10 29 경신  | 11 11.1 신유 | 12 2 임술  |
| 13 3 계해  | 14 4 갑자   | 15 5 을축    | 16 6 병인   | 17 7 정묘   | 18 8 무진    | 19 9 기사  |
| 20 10 경오 | 21 11 신미  | 22 12 임신   | 23 13 계유  | 24 14 갑술  | 25 15 을해   | 26 16 병자 |
| 27 17 정축 | 28 18 무인  | 29 19 기묘   | 30 20 경진  | 31 21 신사  |              |            |

| - 12월 13일 - 베네딕트 앤더슨 - 12월 14일 - 이만섭 - 12월 29일 - 김양건 편집하기 |

## 2015년 12월 29일 (화요일)
국제
- 조선로동당 비서인 김양건이 교통사고로 사망하였다.
- 대한민국 정부와 일본 정부사이에 위안부 문제에 대하여 최종적이고 불가역적인 합의을 선언했다.
- 대한민국 동해고속도로의 울산 분기점 ~ 남경주 나들목 22.72km 구간, 동경주 나들목 ~ 남포항 나들목 19.42km 구간이 부분 개통되었다.

## 2015년 12월 28일 (월요일)
정치
- 새정치민주연합이 더불어민주당으로 당명을 변경하였다.

국제
- 위안부 문제가 한일간에 타결되다.

## 2015년 12월 25일 (금요일)
국제
- 아시아 인프라 투자 은행 헌장이 발효되었다.

## 2015년 12월 22일 (화요일)
사회
- 대한민국 광주에서 대구를 잇는 광주-대구 간 고속도로(광대고속도로, 구 88고속도로)가 개통되었다.

## 2015년 12월 20일 (일요일)
국제
- 중국 광둥성 선전(深圳)시에서 대규모 산사태가 발생하여 91명이 실종되고, 공단 내 건물 33동이 매몰되었다.

## 2015년 12월 19일 (토요일)
사회
- 대한민국 광화문 광장등 대학로에서 3차 민중총궐기 집회가 열리다.

## 2015년 12월 17일 (목요일)
국제
- 미국 연방준비제도가 기준금리를 0.25%P 인상하였다.

## 2015년 12월 14일 (월요일)
정치
- 대한민국 14대, 16대 국회의장 이만섭이 사망하였다.

## 2015년 12월 13일 (일요일)
정치
- 안철수가 새정치민주연합을 탈당하다.

사회
- 서울역고가도로가 이날 0시를 기해 45년만에 폐쇄되었다.

## 2015년 12월 12일 (토요일)
사회
- 인천 남동구 연수동 빌라에서 친부와 계모에 의해 학대당한 11세 소녀가 가스배관을 타고 탈출하였다.

## 2015년 12월 11일 (금요일)
사건사고
- 경기도 성남시 분당구 수내동의 서영빌딩에서 대형화재가 발생해 8명이 다쳤고 건물에 있던 주민들이 대피를 하다.

## 2015년 12월 9일 (수요일)
사건사고
- 중화인민공화국 산시성(山西)에서 스모그로 인한 33중 연쇄 추돌 사고가 발생하여 6명이 사망하다.
- 인천광역시 남동구에 있는 요양병원에서 한 40대 남자가 동료환자 김씨등 2명을 상대로 인질극을 벌이다.

연예
- 가수 달샤벳 멤버 지율과 가은이 탈퇴 선언을 하다.

## 2015년 12월 8일 (화요일)
사고
- 서울 서초구 잠원동 뉴코아 아울렛 강남점 의류 창고에서 대형 화재사고가 발생하다.

정치
- 서울 강남구청장 신연희가 구청 직원들을 동원해 댓글 여론조작을 벌였다는 의혹이 제기되다.

## 2015년 12월 7일 (월요일)
사건
- 서울 양재동 한전아트센터에서 총각네 야채가게 공연 도중 중학생 4명이 뮤지컬 배우들과 진행요원에게 비비탄총으로 테러를 가하는 사건이 일어나다.

## 2015년 12월 5일 (토요일)
시위
- 서울광장등 종로와 대학로 일대에서 2차 민중총궐기 집회가 열리다.

## 2015년 12월 3일 (목요일)
사고
- 서해안고속도로 서해대교 주탑 케이블에서 낙뢰로 인한 화재로 소방관 1명이 순직하고 2명이 부상했으며, 서해대교 일대가 통제되다.

## 2015년 12월 2일 (수요일)
사고
- 미국 캘리포니아주 샌버나디노 시에서 총기 난사 사건이 일어나, 사망자 14명을 포함한 31명의 사상자가 발생하다.